# Alloniscus priolensis
Alloniscus priolensis is een pissebed uit de familie Alloniscidae. De wetenschappelijke naam van de soort is voor het eerst geldig gepubliceerd in 1959 door Arcangeli.